# Peace (canção de Taylor Swift)
"Peace" (estilizada em letras minúsculas) é uma canção da cantora e compositora estadunidense Taylor Swift, gravada para seu oitavo álbum de estúdio Folklore (2020), lançado em 24 de julho de 2020 através da Republic Records. A faixa foi composta pela intérprete com o auxílio do produtor Aaron Dessner, com produção assinada por ambos. De acordo com Swift, "Peace" é sua canção mais pessoal presente no Folklore. Possui composição mínima de piano suave e guitarras harmonizadas sobre pulso elétrico , combinando elementos de R&B alternativo, chill out, funk e jazz. No seu conteúdo lírico, a narradora promete seu compromisso com um interesse amoroso, ao mesmo tempo que reconhece as desvantagens que ela pode trazer ao relacionamento deles.
"Peace" recebeu críticas positivas da mídia especializada, que elogiaram seu lirismo emocional e sua produção simplificada. Alguns críticos a consideraram uma das canções mais bem escritas por Swift. A faixa alcançou a posição de número cinquenta e oito na Billboard Hot 100 dos Estados Unidos e ficou nas paradas de países da Austrália e do Canadá. Swift cantou a música para seu documentário Folklore: The Long Pond Studio Sessions (2020), do Disney+.

## Antecedentes
A cantora e compositora estadunidense Taylor Swift concebeu seu oitavo álbum de estúdio, Folklore (2020), como frutos de visuais mitopoéticos em sua mente, como resultado de sua imaginação "correndo solta" enquanto se isolava durante a pandemia de COVID-19. Swift escreveu "Invisible String" com o auxílio de Aaron Dessner, que produziu a faixa. Swift recrutou o colaborador estreante, Aaron Dessner, como produtor do álbum. Swift co-escreveu nove canções com Dessner, que produziu todas elas, incluindo "Peace". Foi a terceira faixa que eles fizeram, depois de "Cardigan" e "Seven". Devido ao isolamento, Swift e Dessner trabalharam nas faixas separadamente e, portanto, criaram o Folklore através da troca de arquivos digitais; as músicas em que trabalharam eram originalmente faixas instrumentais de Dessner que ele enviaria para Swift para escrever a melodia e a letra.

## Estrutura musical e conteúdo lírico
Caracterizada por uma instrumentação esparsa chill out, "Peace" é uma canção minimalista com influência de R&B alternativo com uma linha de baixo funk lenta, consistindo em três guitarras elétricas exuberantemente harmonizadas justapostas sobre uma pulsação, texturizado ainda mais por sintetizadores sutis e uma garoa de notas suaves de piano. Swift emprega seus vocais no estilo jazz comoventes em "Peace". A estrutura de "Peace" é uma ode que lembra uma oração. Sua letra discute os efeitos do estrelato agitado de Swift em sua vida privada, e é diretamente dirigida ao seu interesse amoroso, alertando-os sobre os desafios que vêm com eles sendo parte de sua vida pública.